# Guatteria chlorantha
Guatteria chlorantha Diels – gatunek rośliny z rodziny flaszowcowatych (Annonaceae Juss.). Występuje naturalnie w Peru. 

## Morfologia
PokrójZimozielone drzewo owłosionych gałęziach.
LiścieMają odwrotnie lancetowaty kształt. Mierzą 8–12 cm długości oraz 2,5–4 szerokości. Nasada liścia jest ostrokątna. Liść na brzegu jest całobrzegi. Wierzchołek jest spiczasty. Ogonek liściowy jest owłosiony i dorasta do 5–10 mm długości.
KwiatySą pojedyncze lub zebrane w parach. Rozwijają się w kątach pędów. Działki kielicha mają owalny kształt i dorastają do 5–6 mm długości. Płatki mają eliptycznie odwrotnie owalny kształt. Osiągają do 15–20 mm długości.